# Ulrik Vilhelm von Düben
Ulrik Vilhelm von Düben, född 29 oktober 1739, död 27 april 1817 på Djursnäs, var en svensk friherre och militär. 

## Biografi
von Düben var son till Karl XII:s kammarpage Carl Gustaf von Düben och dennes hustru Johanna Helena Angerstein.
Han antogs som kammarpage vid hovet den 2 februari 1751. Han gick sedermera in i det militära och utnämndes till fänrik vid Livgardet den 7 mars 1760 samt befordrades till löjtnant den 22 april 1766. von Düben deltog vid Gustav III:s statsvälvning den 19 augusti 1772 och var på kungens sida. För detta blev han den 12 september 1772 tilldelad Svärdsorden samt att han den 13 september samma år befordrades två steg till major i armén.
Den 23 mars 1774 utnämndes han till stabskapten vid Livgardet, och kapten den 2 maj 1776. Han befordrades slutligen till överstelöjtnant i armén den 12 juni 1780 innan han tog avsked från det militära den 21 februari 1781.

### Familj
von Düben gifte sig den 9 oktober 1770 i Sköndal med Ulrika Eleonora Hildebrand, dotter till hovmarskalken Henrik Jakob Hildebrand och dennes hustru  grevinnan Sofia Lovisa Sparre af Söfdeborg. Tillsammans fick de sex barn, av vilka fem nådde vuxen ålder.

## Ordnar och utmärkelser
- Svärdsorden - 12 september 1772